# John Swinton

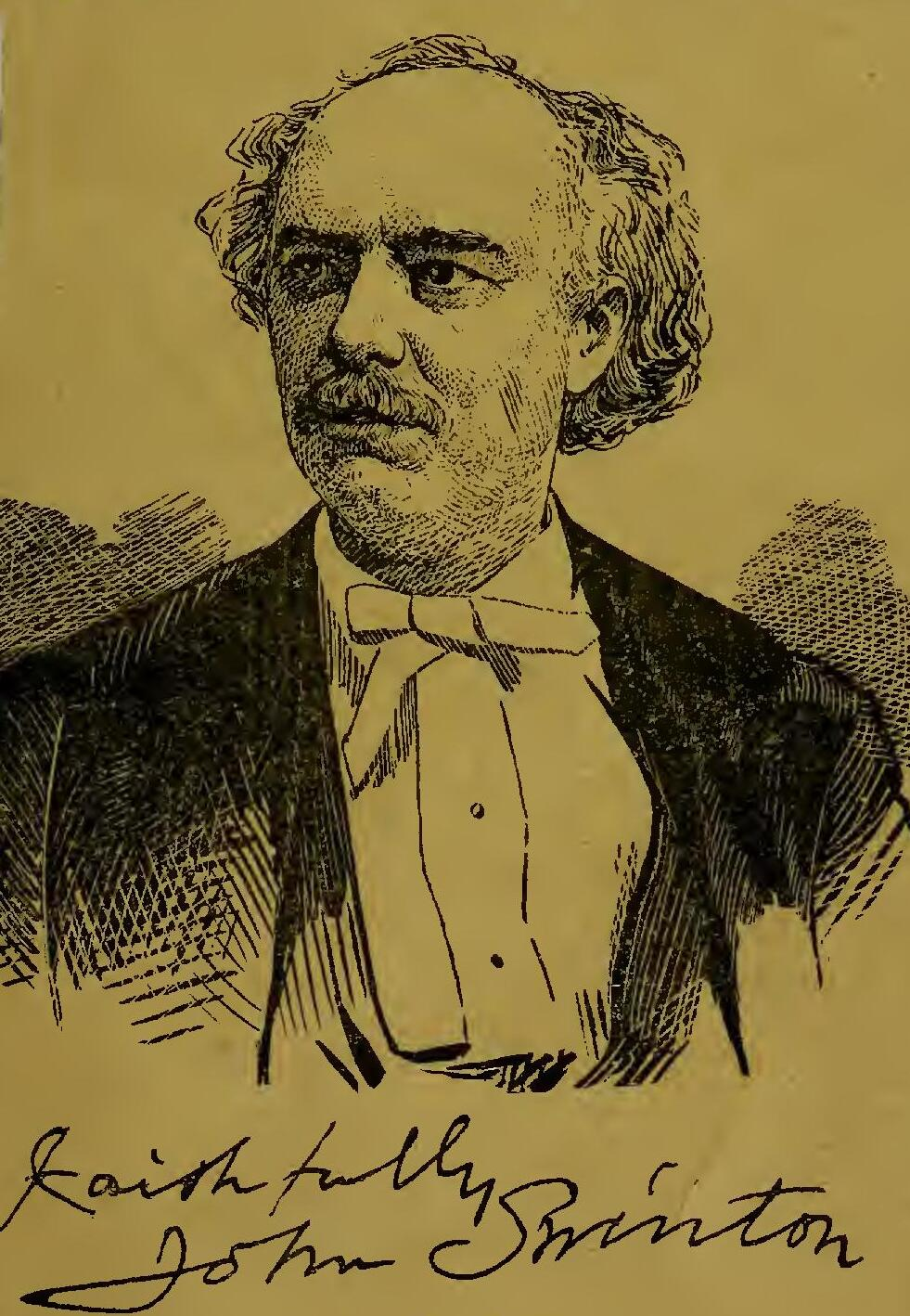
John Swinton

John Swinton (* 12. Dezember 1829 in Saltoun bei Haddington, Schottland; † 15. Dezember 1901 in Brooklyn Heights, New York) war US-amerikanischer Journalist, Zeitungspublizist und Redner. Seinen größten Einfluss auf die öffentliche Meinung hatte er während der 1860er Jahre als Hauptleitartikler der New York Times. Größte Bekanntheit gewann er mit seiner eigenen Wochenzeitung John Swinton’s Paper, einer der bedeutendsten Zeitungen der amerikanischen Arbeiterbewegung der 1880er Jahre. Nach dem Konkurs seiner Zeitung arbeitete er 12 Jahre als Leitartikler der New York Sun.

## Leben

### Jugend
John Swinton wurde am 12. Dezember 1829 in West Saltoun, East Lothian, Schottland, geboren. Swintons Vater emigrierte nach Amerika, als John sehr klein war, und wurde ein Siedlerpionier auf dem Gebiet des heutigen Illinois. Er starb schon bald nach seiner Ankunft in Amerika, weshalb John in sehr jungem Alter ins Berufsleben eintrat.
Swinton begann 1841 mit 11 Jahren eine Lehre als Drucker. Zwei Jahre später zog er nach Montreal, Kanada, wo er als „journeyman printer“ (reisender Aushilfsdrucker) arbeitete. Swinton blieb bis zum Ende der 1840er Jahre in Kanada.
Swinton kehrte in die Vereinigten Staaten zurück, um an der Williston Northampton School in Easthampton, Hampshire County, Massachusetts, Klassische Philologie zu studieren. Vor der Beendigung seiner Studien zog er nach New York City, wo er am New York Medical College ein Medizinstudium aufnahm, das er ohne Abschlussprüfung beendete. Swintons Einstellung radikalisierte sich in dieser Zeit politisch in der Sklavenfrage und er organisierte Kampagnen für den Abolitionismus. 1856 zog er nach Kansas, wo er sich für die Free Soil Party engagierte. Er nahm eine Stelle als Manager bei der Zeitung Lawrence Republican an, einem Presseorgan, das sich gegen die Sklaverei wandte.
Später zog er in den Sklavenstaat South Carolina und arbeitete als Drucker und Setzer beim staatlichen Druckbetrieb. Swinton gab in dieser Zeit Afroamerikanern Privatunterricht, der geheim gehalten werden musste.

### Journalistische Karriere
Swinton kehrte 1860 nach New York City zurück und schrieb einen Medizinartikel bei der New York Times, der so gut aufgenommen wurde, dass man Swinton einen Posten als Leitartikler anbot. Swinton wurde dabei von seinem Bruder Raymond unterstützt, der bereits 1858 bei der Times angefangen hatte und schnell ins Management aufgestiegen war. Er blieb zehn Jahre bei der Times, während des gesamten Zeitraums des Amerikanischen Bürgerkriegs, und wurde ihr wichtigster Leitartikler.
Nach seinem Weggang von der Times arbeitete Swinton von 1870 bis 1875 als freier Journalist. Er schrieb eine Vielzahl von Artikeln für Horace Greeleys New York Tribune.
Swinton vertrat die politischen Positionen des bei der Regierung als radikal geltenden Teils der Arbeiterbewegung. Er sprach im Frühjahr 1874 auf der Massenversammlung auf dem Tompkins Square in New York City, die sich zu Unruhen entwickelte, die von der Polizei gewaltsam niedergeschlagen wurden. Swintons Fähigkeiten als Redner fielen auf, und im Herbst 1874 wurde er überredet, auf dem Spitzenplatz der Liste der neu gegründeten „Industriepolitik-Partei“ zum Bürgermeister von New York zu kandidieren. Swinton erhielt nur wenige Stimmen und betrachtete seine Kandidatur selbst als eher symbolisch.
Swinton betätigte sich in der Gewerkschaftsbewegung von New York, sprach auf Versammlungen der Arbeiter und trug dem Stadtrat Gewerkschaftsanliegen vor. Er wurde in den Angelegenheiten der Zigarrenmacher aktiv, in der Gewerkschaftskampagne gegen das „Tenement-System“.
In der Nachfolge seiner Freiberuflertätigkeit nahm Swinton 1875 eine dauerhafte Position als Editorialschreiber bei der New York Sun auf und verblieb in dieser Tätigkeit einige Jahre.

## Die Rede im Twilight Club 1883
Bekannt wurde besonders seine für das Jahr 1883 überlieferte Rede im Twilight Club, der am 12. April 1883 im D’Orville’s Restaurant im Mills Building in New York zusammentraf. John Swinton, Mitbegründer des Clubs, war als Ehrengast eingeladen, Teilnehmer waren Journalistenkollegen. Jedes Treffen des Clubs hatte ein intellektuelles Diskussionsthema, das nach dem Essen behandelt wurde. Redebeiträge sollten nicht länger als 5 Minuten dauern, „mit dem ausdrücklichen Einverständnis, dass jeder Redner seine innerste Überzeugung ohne Zögern und Zurückhaltung ausspricht und mit der vollständigen Versicherung der Hochschätzung und des Wohlwollens aller Zuhörer.“ Thema war: „Einige Dinge, die ein Herausgeber nicht zu besprechen wagt.“ Swintons Beitrag war eine Stellungnahme zur „Unabhängigkeit der Presse“, nachdem angeblich jemand vor ihm diese erwähnt hatte.

“There is no such a thing in America as an independent press, unless it is out in country towns. You are all slaves. You know it, and I know it. There is not one of you who dares to express an honest opinion. If you expressed it, you would know beforehand that it would never appear in print. I am paid $150 for keeping honest opinions out of the paper I am connected with. Others of you are paid similar salaries for doing similar things. If I should allow honest opinions to be printed in one issue of my paper, I would be like Othello before twenty-four hours: my occupation would be gone. The man who would be so foolish as to write honest opinions would be out on the street hunting for another job. The business of a New York journalist is to distort the truth, to lie outright, to pervert, to villify (sic!), to fawn at the feet of Mammons, and to sell his country and his race for his daily bread, or for what is about the same – his salary. You know this, and I know it; and what foolery to be toasting an ‘Independent Press’! We are the tools and vassals of rich men behind the scenes. We are jumping-jacks. They pull the string and we dance. Our time, our talents, our lives, our possibilities, are all the property of other men. We are intellectual prostitutes.”

„So etwas wie eine unabhängige Presse gibt es in Amerika nicht, außer in abgelegenen Kleinstädten auf dem Land. Ihr seid alle Sklaven. Ihr wisst es und ich weiß es. Nicht ein einziger von euch wagt es, eine ehrliche Meinung auszudrücken. Wenn ihr sie zum Ausdruck brächtet, würdet ihr schon im Voraus wissen, dass sie niemals im Druck erscheinen würde. Ich bekomme 150 Dollar dafür bezahlt, dass ich ehrliche Meinungen aus der Zeitung heraushalte, mit der ich verbunden bin. Andere von euch bekommen ähnliche Gehälter um ähnliche Dinge zu tun. Wenn ich erlauben würde, dass in einer Ausgabe meiner Zeitung ehrliche Meinungen abgedruckt würden, wäre ich vor Ablauf von 24 Stunden wie Othello: Meine Anstellung wäre weg. Derjenige, der so verrückt wäre, ehrliche Meinungen zu schreiben, wäre auf der Straße um einen neuen Job zu suchen. Das Geschäft des Journalisten in New York ist es, die Wahrheit zu verdrehen, unverblümt zu lügen, sie zu pervertieren, zu schmähen, zu Füßen des Mammon zu katzbuckeln und das eigene Land und Volk für sein tägliches Brot zu verkaufen, oder, was dasselbe ist, für sein Gehalt. Ihr wisst es und ich weiß es; Was für ein Unsinn, einen Toast auf die ‚Unabhängigkeit der Presse‘ auszubringen! Wir sind Werkzeuge und Dienstleute reicher Männer hinter der Bühne. Wir sind Hampelmänner. Sie ziehen die Fäden und wir tanzen. Unsere Zeit, unsere Fähigkeiten, unser Leben, unsere Möglichkeiten sind alle das Eigentum anderer Menschen. Wir sind intellektuelle Prostituierte.“

## John Swinton’s Paper
1883 verließ Swinton die Sun, um eine eigene Zeitung zu gründen, die bekanntgewordene John Swinton’s Paper. Die Erstausgabe von Swintons neuer Publikation erschien in New York City am 14. Oktober 1883. John Swinton’s Paper war eine vierseitige Zeitung mit sechs Spalten, die einmal wöchentlich erschien. Die Überschrift jeder Ausgabe deklarierte Swintons Ziele:
1. Fest einzutreten für die Menschenrechte im amerikanischen Verständnis.
2. Kampf gegen das zunehmend Falsche in Gesellschaft und Industrie.
3. Einsatz für die Organisationen und Interessen der arbeitenden Menschen und die Verbreitung von Neuigkeiten der Gewerbe und Gewerkschaften.
4. Einigung der politischen Kräfte, Suche nach einer gemeinsamen Plattform, und Nachrichtenübermittlung an junge Menschen in diesen Bereichen (der Arbeit und der Gewerkschaften).
5. Warnung an das amerikanische Volk vor den gefährlichen Umtrieben der Millionäre, Monopolisten und Plutokraten.
6. Aussicht auf bessere Zeiten des Fair Play und des öffentlichen Wohlergehens.

In seiner Publikation war Swinton frei, seine eigenen radikalen Ideen zur amerikanischen Arbeiterbewegung zu verbreiten: Seine Zeitung erlangte landesweite Verbreitung. Hauptziele von Swinton waren die von ihm so genannten “Räuberbarone” des jeweiligen Tages, einschließlich Jay Gould und William Henry Vanderbilt, die sich einem endlosen Strom von satirischen Cartoons, Gedichten und aggressiven Editorials gegenübersahen. In seiner Zeitung nahm Swinton Stellung gegen die ausufernde Ausbeutung von Gefangenen und die Vertragsarbeit von Einwanderern, und er beschrieb insbesondere das Schicksal chinesischer Einwanderer beim Eisenbahnbau in dunklen Tönen.
Swintons Einsatz gegen die Vertrags-(Zwangs-)Arbeit, hervorgehoben in einer Serie von Artikeln beginnend am 28. Oktober 1883, wird nachgesagt, dass er die Staatsversammlung von New York bewog, eine Untersuchung dieser Vorgänge aufzunehmen, die auf eine Untersagung dieses Systems im Bundesstaat mit Wirkung von 1885 hinauslief.
Swinton versuchte eine ähnliche Wirkung insgesamt gegen das System der Kontraktarbeit von Immigranten zu erzielen. Mit diesem System wurden Arbeiter von Arbeitgebern zur Einreise gebracht, oft, um Streiks zu brechen; sie wurden nur mit einem minimalen Lebensstandard und Unterstützung gehalten, um ihre Gelder für die Daheimgebliebenen zu sparen. Swinton nutzte einen Reporter undercover, einen investigativen Reporter, um die Missbräuche dieses Systems aufzudecken, das dann im Januar 1884 zu einem Beschluss des US-Kongresses führte, der die einschlägige Gesetzgebung in dieser Angelegenheit im Januar 1885 beseitigte. Im Folgenden setzte Swinton seinen Kreuzzug gegen das System fort, beschuldigte die Administration des konservativen Demokraten Präsident Grover Cleveland des Versagens bei der Aufgabe, diese Gesetze zu verbessern.
Obschon Swinton eine bedeutende und einflussreiche Leserschaft in der Gewerkschaftsbewegung gewann, war die Zeitung John Swinton’s Paper kein wirtschaftlicher Erfolg. Swinton widersetzte sich einer finanziellen Unterstützung seitens Dritter, bestand stattdessen alleinig auf der Unterstützung durch Abonnements (ein Dollar im Jahr), Verkäufe an Zeitungsständen (3 Cents pro Exemplar), und bezahlte Anzeigen (25 Cents pro Zoll und Spalte). Schon im Dezember 1884 begannen sich die Verluste zu häufen, ein Prozess, der sich 1887 beschleunigte, als die Knights of Labor einen Boykott seiner Publikation begannen, aufgrund Swintons Gegnerschaft und seiner Verpflichtung auf ein Netzwerk von rivalisierenden Gewerkschaften, die später unter der Führung der American Federation of Labor verschmolzen.
Im August 1887 war der finanzielle Verfall nicht mehr tragbar. In der letzten Ausgabe vom 7. August 1887 erklärte Swinton, dass er nicht mehr länger die Verluste seiner Zeitung stützen könne. Er schrieb:

„Meine Mittel reichen nicht länger aus, um künftig weitere Belastungen zu tragen. Ich wurde ruiniert durch diese Zeitung und die damit verbundene Arbeit, in die ich in den vergangenen vier Jahren tausende Dollars gesteckt habe – alle aus meiner eigenen Tasche.“

## Späteres Leben
Swinton kehrte zur bezahlten journalistischen Arbeit für andere zurück und behielt weiter eine bedeutende Rolle als Redner in der Frage der Arbeiterbewegung.
Swinton kandidierte 1887 für die Progressive Labor Party für den Senat. Swinton unternahm eine ernsthafte Anstrengung, diese Wahl zu gewinnen, wurde aber schließlich geschlagen.
1892 kehrte Swinton zu seiner früheren Position in der Editorenriege der New York Sun zurück und schrieb Editorials für diese Zeitung. Er behielt diese Position bis 1897 bei.
Tod und Vermächtnis

1899 verlor Swinton sein Augenlicht, tat aber weiter sein Bestes, um trotz seiner Behinderung als Autor aktiv zu bleiben. Swinton starb in Brooklyn Heights, New York, am 15. Dezember 1901, drei Tage nach seinem 72. Geburtstag. Er wurde auf dem Friedhof Green-Wood Cemetery in Brooklyn, New York, begraben. Auf seinem Grab steht ein Denkmal, das ihm lokale Gewerkschafter errichteten.

## Arbeiten
Bücher und Pamphlete
- The New Issue: the Chinese American Question. New York: American News Company, 1870.
- The Tompkins Square Outrage: Appeal of John Swinton, Addressed to the Legislature, through the Committee on Grievances, and Delivered in the Assembly Chamber at Albany, March 25th, 1874. Albany: 1874.
- John Swinton’s Travels: Current Views and Notes of Forty Days in France and England. New York: G.W. Carleton & Co., 1880.
- Storm and Stress: Address of John Swinton of New York, Held at the Social Democratic Festival, Ogden’s Grove, Chicago, Sunday Afternoon, June 12, 1881. Chicago: n.p., 1881.
- Old Ossawattomie Brown: Speech on the 22nd Anniversary of John Brown’s Death, Delivered in … New York, December 2, 1881. New York: n.p., 1881.
- A Model Factory in a Model City: A Social Study. New York, Press of Brown, Green & Adams, 1888.
- Addresses before the American Federation of Labor Convention at Philadelphia, Pa., Dec., 1892. With William Salter and Amos J. Cummings. Washington, DC: American Federation of Labor, n. d. [1892].
- Striking for Life: Labor’s Side of the Labor Question: The Right of the Workingman to a Fair Living. New York?: American Manufacturing and Pub. Co., 1894.
- A Momentous Question: The Respective Attitudes of Labor and Capital. Philadelphia: A.R. Keller Co., 1895.
- 1860 – Lincoln, Debs – 1895: A Remarkable Article Written in 1895 by the Great New York Journalist, John Swinton. Terre Haute, IN: Anchor Co., n. d. [1895].

Artikel
- The New Slave Trade. In Bruce Shapiro (Hrsg.): Shaking the Foundations. 200 Years of Investigative Journalism in America. New York: Nation Books, 2003; S. 40–44.
- Karl Marx. In: derselbe: John Swinton’s Travels. In: The Sun. New York. Nr. 6 vom 6. September 1880, S. 1.[24]
- (Rede von John Swinton). In: Bericht der „New Yorker Volkszeitung“, Nr. 68 vom 20. März 1993 über die Gedenkkundgebung New-Yorker Arbeiter für Karl Marx am 19. März 1883.[25]